# Mammillaria barbata
Espèce
Statut de conservation UICN

 LC B1ab(iii,v)+2ab(iii,v) : Préoccupation mineure
Mammillaria barbata est une espèce de plantes à fleurs du genre Mammillaria et de la famille des Cactaceae. C'est un cactus originaire des états de Chihuahua et Durango au Mexique et des États d'Arizona et du Nouveau-Mexique aux États-Unis.

## Description
La plante est constituée d'un tronc central, couvert d'épines à la pointe recourbée, placées autour de nœuds doublées de poils. Ces poils servent principalement à réguler la consommation et la retenue de l'eau dans la plante, une meilleure régulation de la température et une barrière pour certains insectes.
La floraison (en Europe et plus généralement au niveau du tropique du Cancer) se fait de mars à juillet. Les fleurs se présentent la plupart du temps en couronne, sur la partie supérieure de la plante, exposée à la lumière du soleil et aux insectes et oiseaux pollinisateurs. Elles sont de couleur jaune clair à rosées.
Les tiges poussent jusqu'à 6cm de hauteur, 4cm de diamètre, avec 1 à 4 épines centrales (16-60 radiales).

## Étymologie
Le terme provient de deux mots latins : 
Mammillaria : en forme de mamelle, proéminence.
et 
barba : barbe (barbue).
L'espèce porte également le nom scientifique de santaclarensis, en référence à son lieu de découverte et son habitat endémique, le canyon de Santa Clara au Chihuahua.

## Habitat
M. barbata est originaire des États d'Arizona et du Nouveau-Mexique aux États-Unis et des États de Chihuahua et Durango au Mexique.
M. barbata croît du niveau des mers jusqu'à environ 2500m d'altitude.

## Synonymes et/ou sous-espèces
- Phellosperma barbata (synon.)
- Mammillaria morricalii (synon.)
- Mammillaria wilcoxii var. viridiflora (synon.)
- Chilita viridiflora (synon.)
- Mammillaria wrightii var. viridiflora (synon.)
- Neomammillaria viridiflora (synon.)
- Mammillaria viridiflora (synon.)
- Mammillaria santaclarensis (synon.)
- Mammillaria orestera (synon.)
- Mammillaria luthieniae (synon.)
- Mammillaria garessii (synon.)
- Mammillaria chavezei (synon.)
- Ebnerella barbata (synon.)
- Chilita barbata (synon.)
- Cactus barbatus (synon.)
- Neomammillaria barbata (synon.)
- Mammillaria melilotiae (synon.)